# Staatsgalerie Moderne Kunst
Die Staatsgalerie Moderne Kunst ist eine Sammlungsbezeichnung der damals zeitgenössischen Kunst vor der Eröffnung der Pinakothek der Moderne in München. Sie war bekannt als Staatsgalerie moderner Kunst im Haus der Kunst, und eine Zweigstelle der Sammlung befand sich auch in unmittelbarer Nachbarschaft zum städtischen Augsburger H2 – Zentrum für Gegenwartskunst.
Die Zweigstelle Augsburg wurde am 23. Mai 2006 im Glaspalast Augsburg eröffnet und im Juli 2019 geschlossen.
In dem 1500 m² großen, renovierten und von Tageslicht durchfluteten Teil des Industriebaus stand die Kunst ab 1945 im Mittelpunkt. Die Galerie zeigte unter anderem Werke von Martial Raysse, Andy Warhol, Robert Rauschenberg, Robert Motherwell, John Cage, Dan Flavin, Donald Judd. Anstelle von Jasper Johns Arrive/Depart von 1963/64 wurde ab dem 20. Dezember 2006 das 1967 entstandene Gemälde „Salute“ von Josef Albers gezeigt.

## Ausstellungen
- Spaziergang durch New York (seit 22. Mai 2006; Eröffnungsausstellung)